# 赫尔辛基战役 (1918年)

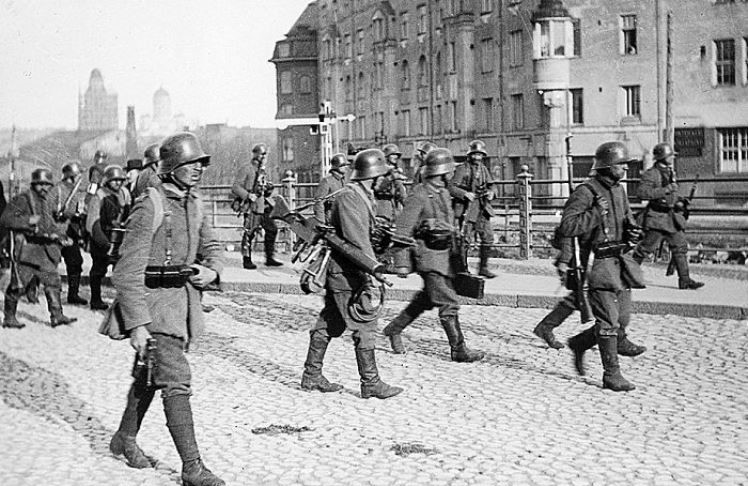
赫尔辛基战役

赫尔辛基战役（芬兰语：Helsingin valtaus，瑞典语：Slaget om Helsingfors）是1918年芬蘭內戰期间的一场战役，1918年4月12日至13日，德军和芬兰白卫军与芬兰赤衛隊在赫尔辛基交战。尽管芬兰白卫军指挥官卡尔·古斯塔夫·埃米尔·曼纳海姆反对德军介入，想用自己的部队打下赤衛隊控制下的赫尔辛基，但德军最终还是参战了。
德军波罗的海师于4月3日登陆芬兰，8天后，该师进入赫尔辛基市区。在市中心，赤卫队没有设置防线和街垒，而是在单独的建筑和街区里抵抗，德国人只能与赤卫队展开逐屋争夺。战役期间，赫尔辛基市民继续正常生活。商店和餐厅都没关门，公共交通也在继续运转，各大工厂也没有停工。好奇的旁观者们有时离战区太近，德国人不得不让他们往后退。白卫军支持者们将德军视作解放者，向他们献花，给他们茶、咖啡、点心。
战役造成近500人死亡。其中包括大约400名战死或在被俘后遭处决的赤卫队官兵、54名德军人员以及23名芬兰白卫军人员。被处决的赤卫队人数已不可考，但估计在20至50人之间。战役结束后，赫爾辛基被白卫军和德軍佔領，4000至6000名赤卫队人员或支持者被逮捕。